# Furacão Tanya
O furacão Tanya foi um ciclone tropical de categoria 1 e também foi o primeiro ciclone tropical a começar com a letra "T" no Atlântico desde que o nome começou a ser usado em 1950. Tanya desenvolveu-se a partir de uma onda tropical, bem ao norte das Pequenas Antilhas, em 26 de outubro. Serpenteou ao redor do Oceano Atlântico e intensificou-se ainda mais em um furacão em 29 de outubro. Depois disso, Tanya seguiu para o nordeste antes de se curvar para o leste-nordeste. Depois de mudar para a direção leste, Tanya enfraqueceu para uma tempestade tropical em 1 de novembro. Mais tarde naquele dia, Tanya atingiu a região dos Açores, os remanescentes extratropicais de Tanya produziram ventos fortes. Com o resultado, ocorreram extensos danos à propriedade, incluindo casas destruídas e barcos afundados; também houve relatos de danos significativos à agricultura. No entanto, um número exato de danos é desconhecido. Além disso, houve uma morte e várias pessoas feridas.